# Kanton Thizy
Thizy is een voormalig kanton van het Franse departement Rhône. Het kanton maakte deel uit van het arrondissement Villefranche-sur-Saône en de hoofdplaats was Thizy.

## Geschiedenis
Tot 1 januari 2013 omvatte het kanton 8 gemeenten: Bourg-de-Thizy, Cours-la-Ville, La Chapelle-de-Mardore, Mardore, Marnand, Pont-Trambouze, Saint-Jean-la-Bussière en Thizy. Op die dag fuseerden een vijftal gemeenten waardoor het kanton nog slechts bestond uit de gemeenten Cours-la-Ville, Pont-Trambouze, Saint-Jean-la-Bussière en de fusiegemeente Thizy-les-Bourgs. In maart 2015 ging het kanton op in een nieuw kanton, dat ook de naam Thizy-les-Bourgs kreeg.